# San Giorgio al Palazzo
A San Giorgio al Palazzo (Via Torino)  Milánó egyik temploma.

## Története
Neve onnan származik, hogy ezen a helyen állt egykor a római császár palotája. A háromhajós templom eredete a 7. századig nyúlik vissza, a 18–19. században teljesen átépítették. Barokk arculatát Francesco Maria Ricchininek köszönheti.  A kupola és a harangtorony Parrocchetti műve. A templombelsőt Luigi Cagnola építette ki.

## Leírása
Értékes művészi alkotásai Gaudenzio Ferrari, valamint Bernardino Luini oldalkápolnákat díszítő festményei. A templomtól jobbra lévő paplakot egy 12. századi dombormű látható, amely Szent Györgyöt ábrázolja a sárkánnyal.